# 새한 캬라반
새한 캬라반은 한국 GM의 모태 회사인 새한 자동차가 1976년 1월 10일에 시판한 스테이션 왜건이다.
호주의 자동차 제조업체 홀덴의 토라나 LJ형을 들여온 지엠 코리아 시보레 1700과 새한 카미나의 스테이션 왜건형 모델이었다. 시보레 1700의 스테이션 왜건 사양은 지엠 코리아 레코드 로얄과 함께 대한민국 최초로 신차 발표회를 한 기념비적인 모델이다. 당시 지엠코리아는 1972년 시보레1700을 출시하였는데 시보레1700의 수요는 높지 않았고 이에 따라 지엠코리아는 시보레 1700의 C필터를 수작업으로 잘라내서 시보레1700의 왜건형태인 캬라반을 만들었다. 하지만 캬라반은 시보레 1700 의 원판인 홀덴 토라나LJ형 에도 없었던 왜건 형태를 지엠코리아에서 자체 제작한 것으로 당시 미흡한 국내 기술로인해 차량의 C필터를 수작업으로 잘라내서 태생적으로 많이 많들어내기 어려웠다. 그리고 시보레1700의 고질적인 문제 즉 나쁜 연비와 국내 도로사정에 맞지 않은 차체설계로 인해서 1979년에 배기가스 규제로인해 단종될때까지 3년동안 966대 밖에 판매하지 못했으며 현재 국내에는 단 한대도 남아있지 않다. 캬라반은 구급차 사양도 있었는데 구급차 사양은 1976년 3월 부터 판매가 이루어졌고 1976년 4월 카미나가 출시되자 4등심 헤드램프로 페이스리프트 되었다. 경쟁차종으로는 현대포니왜건과 기아의 브리사 왜건이 있었다. 또한 캬라반은 70년대 구급차로도 다수 판매되었다는 말이 있으며 1978년 건국대학교 민중병원에서도 구급차로 사용되었고 1976년에 대한 구국선교단 에서도 사용한 적이 있다. 그리고 한남일보의 민방위훈련 사진에도 보면 캬라반 경찰차가 나온다 70년대에는 왜건형 경찰차가 있었을것이라고 추정된다. 